# 小西伶弥
小西 伶弥（こにし れいや、1993年7月16日 - ）は、日本の元プロボクサー。兵庫県神戸市出身。元WBOアジアパシフィックライトフライ級王者。第28代日本ミニマム級王者。真正ボクシングジム→SUN-RISE BOXING GYM所属。

## 来歴
中学卒業直前にボクシングを始め、長谷川穂積に憧れて真正ボクシングジムに入門した。
2013年8月24日に大阪府立体育会館第2競技場で村上博英とライトフライ級4回戦を戦い、4回3-0（40-37、40-36、40-36）の判定勝ちを収めデビュー戦を白星で飾った。
2013年11月15日に大阪府立体育会館第2競技場で坂元竜也とミニマム級4回戦を戦い、1回2分46秒KO勝ちを収めた。
2014年5月6日に郷の音ホールで勝江仁と50.0Kg契約4回戦を戦い、1回1分00秒KO勝ちを収め、翌月の1日には九電記念体育館で清水勇希とフライ級4回戦を戦い、4回2分46秒TKO勝ちを収めた。
2014年9月14日に大阪府立体育会館第2競技場で吉村尚樹と西日本ミニマム級新人王決勝4回戦を戦い、2回1分48秒KO勝ちを収めた。
2014年11月9日に大阪府立体育会館第2競技場で滝川潤と全日本ミニマム級新人王西軍代表決定戦5回戦を戦い、5回3-0（47-45、47-46×2）の判定勝ちを収めミニマム級西軍代表と技能賞に選ばれた。そしてミニマム級西軍代表として後楽園ホールで東軍代表の久保裕希と全日本ミニマム級新人王決定戦5回戦を戦い、5回3-0（49-46、50-45×2）の判定勝ちを収め全日本ミニマム級新人王を獲得した。
2015年4月22日に大阪府立体育会館で清水健太とミニマム級8回戦を戦い、8回3-0（79-73、78-74×2）の判定勝ちを収めた。
2015年8月29日に神戸市立中央体育館で春口直也とミニマム級8回戦を戦い、8回3-0（79-73、79-74、80-73）の判定勝ちを収めた。
2015年12月11日に神戸市中央体育館で林翔吾とミニマム級8回戦を戦い、8回3-0（79-73、79-73、79-74）の判定勝ちを収めた。
2016年8月24日、京都府立体育館（島津アリーナ京都）で行われた「リアルスピリッツ×ザ・ヒート」にてカノンメック・シットクルコン（タイ）とミニマム級8回戦を戦い、1回1分7秒KO勝ちを収めた。
2017年4月9日に大阪府立体育会館で谷口将隆と日本ミニマム級王座決定戦を行い、10回2-0（95-95、96-94×2）の判定勝ちを収め日本王座獲得に成功した。
2017年9月3日に京都府立体育館（島津アリーナ京都）で小野心と日本ミニマム級タイトルマッチを行い、10回2-0（97-92、97-91、94-94）の判定勝ちを収め日本王座の初防衛に成功した。
2017年12月26日、神戸市立中央体育館で行われた「REAL SPIRITS vol.57」にて松井謙太と日本ミニマム級タイトルマッチを行い、10回3-0（99-90×2、99-92）の判定勝ちを収め日本王座2度目の防衛に成功した。
2018年1月11日、日本王座を返上して、同年3月18日には神戸ポートピアホテルでWBA世界ライトフライ級1位カルロス・カニサレス（ベネズエラ）とWBA世界ライトフライ級王座決定戦を行い、3回にダウンを奪わて後半には盛り返すも12回0-3（111-116、112-115、113-114）の判定負けを喫し世界王座獲得に失敗した。
2018年7月13日に神戸市立中央体育館でオーリー・シルベストレ（フィリピン）とWBOアジアパシフィックライトフライ級王座決定戦を行い、2回に相手のパンチで左まぶたから出血するも、12回1分6秒KO勝ちを収めアジアパシフィック王座獲得に成功した。同年12月1日には大阪府立体育会館第二競技場でリチャード・ロサレス（フィリピン）と対戦して8回2分32秒TKO勝ちを収め、アジアパシフィック王座初防衛に成功した
2019年5月19日、神戸ポートピアホテルでIBF世界ライトフライ級王者のフェリックス・アルバラード（ニカラグア）と対戦し、12回判定0-3（110-118、111-117、112-116）で判定負けを喫し、王座獲得に失敗した。
2020年11月23日、三田市総合文化センター郷の音ホールでプロ復帰戦となる元世界4団体ミニマム級統一王者の高山勝成と対戦する予定であったが、自身が前日計量後に行われた新型コロナウイルス感染症のPCR検査で陽性と判定され、試合中止となった。この試合は後に、12月27日に延期された。
2020年12月27日、大阪府立体育会館第2競技場で高山勝成とライトフライ級6回戦を戦い、6回0-3（54-60、55-59×2）の判定負けを喫した。
2021年3月17日、自身のインスタグラムで現役引退を発表した。

## 人物
- 幼少の頃から高校2年生までは空手の白蓮会館で修行しており交流試合では優勝したことがある[27]。
- 左利きの右構えである[28]。

## 戦績
- プロ - 20戦17勝3敗（7KO）

| 戦           | 日付           | 勝敗 | 時間     | 内容    | 対戦相手                     | 国籍       | 備考                                           |
| ------------ | -------------- | ---- | -------- | ------- | ---------------------------- | ---------- | ---------------------------------------------- |
| 1            | 2013年8月24日  | 勝利 | 4R       | 判定3-0 | 村上博英(大阪帝拳)           | 日本       | プロデビュー戦                                 |
| 2            | 2013年11月15日 | 勝利 | 1R 2:46  | KO      | 坂元竜也（堺東ミツキ）       | 日本       |                                                |
| 3            | 2014年5月6日   | 勝利 | 1R 1:00  | KO      | 勝江仁（高砂）               | 日本       |                                                |
| 4            | 2014年6月1日   | 勝利 | 4R 2:46  | TKO     | 清水勇希(橋口)               | 日本       |                                                |
| 5            | 2014年9月14日  | 勝利 | 2R 1:48  | TKO     | 吉村尚樹（尼崎亀谷）         | 日本       | 2014年度西日本ミニマム級新人王決勝戦           |
| 6            | 2014年11月9日  | 勝利 | 5R       | 判定3-0 | 滝川潤(薬師寺)               | 日本       | 2014年度全日本ミニマム級新人王戦西軍代表決定戦 |
| 7            | 2014年12月21日 | 勝利 | 5R       | 判定3-0 | 久保裕希 (セレス)            | 日本       | 2014年度全日本ミニマム級新人王決勝戦           |
| 8            | 2015年4月22日  | 勝利 | 8R       | 判定3-0 | 清水健太(渥美)               | 日本       |                                                |
| 9            | 2015年8月28日  | 勝利 | 8R       | 判定3-0 | 春口直也(橋口)               | 日本       |                                                |
| 10           | 2015年12月11日 | 勝利 | 8R       | 判定3-0 | 林翔吾（ハラダ）             | 日本       |                                                |
| 11           | 2016年6月17日  | 勝利 | 8R       | 判定3-0 | 寺次孝有希（ミサイル工藤）   | 日本       |                                                |
| 12           | 2016年8月24日  | 勝利 | 1R 1:07  | KO      | カノンメック・シットクルコン | タイ       |                                                |
| 13           | 2017年4月9日   | 勝利 | 10R      | 判定2-0 | 谷口将隆（ワタナベ）         | 日本       | 日本ミニマム級王座決定戦                       |
| 14           | 2017年9月3日   | 勝利 | 10R      | 判定2-0 | 小野心（ワタナベ）           | 日本       | 日本王座防衛1                                  |
| 15           | 2017年12月26日 | 勝利 | 10R      | 判定3-0 | 松井謙太（三河）             | 日本       | 日本王座防衛2                                  |
| 16           | 2018年3月18日  | 敗北 | 12R      | 判定0-3 | カルロス・カニサレス         | ベネズエラ | WBA世界ライトフライ級王座決定戦                |
| 17           | 2018年7月13日  | 勝利 | 12R 1:06 | KO      | オーリー・シルベストレ       | フィリピン | WBOアジアパシフィックライトフライ級王座決定戦  |
| 18           | 2018年12月1日  | 勝利 | 8R 2:32  | TKO     | リチャード・ロサレス         | フィリピン | アジアパシフィック王座防衛1                    |
| 19           | 2019年5月19日  | 敗北 | 12R      | 判定0-3 | フェリックス・アルバラード   | ニカラグア | IBF世界ライトフライ級タイトルマッチ            |
| 20           | 2020年12月27日 | 敗北 | 6R       | 判定0-3 | 高山勝成（寝屋川石田）       | 日本       |                                                |
| テンプレート |                |      |          |         |                              |            |                                                |

## 獲得タイトル
- 全日本ミニマム級新人王
- 第28代日本ミニマム級王座（防衛2=返上）
- WBOアジアパシフィックライトフライ級王座（防衛1=返上）